# Indohya pusilla
Indohya pusilla är en spindeldjursart som beskrevs av Harvey 1993. Indohya pusilla ingår i släktet Indohya och familjen Hyidae. Inga underarter finns listade i Catalogue of Life.